# ハンマーセッション!
『ハンマーセッション!』（Hammer Session!）は、原作：八津弘幸（31話までは小金丸大和）、漫画：棚橋なもしろ、原案協力：貴矢高康事務所による日本の漫画、またこれを原作としたテレビドラマ。
『週刊少年マガジン』（講談社）にて、2006年50号から2009年2・3合併号まで連載された。連載終了後、『マガジンSPECIAL』2009年6月号に番外編「EXTRA SESSION 栄冠は誰に輝く?の巻」が掲載、そして2009年7月より、小説版『ハンマーセッション!R（リターンズ）』も刊行された。
2010年、テレビドラマ化が決定し、それを受けて週刊少年マガジンで続編『ハンマーセッション! In High School』の連載が開始された。また、マガジンSPECIALでも2010年7月号から短期連載の別エピソード『ハンマーセッション! アカサギ編』の連載が開始された。

## 概要
逃走中の第1級詐欺師が、ひょんなことから教師・蜂須賀悟郎に扮し、詐欺師の知識を活かした衝撃的授業（ハンマーセッション）で生徒達の問題を解決していく教師漫画。なお、「ハンマーセッション」とは、メキシコ系ギャングの間で使われているスラングであり、新入りに対して「仕来りや掟を脳天に叩き込んで教える」という意味で使われ、それが転じて「脳天に響く衝撃的な授業」という比喩表現である。
中学生の少年犯罪や家庭問題を主に取り扱っている。教師いびり、カツアゲ（恐喝）、いじめ（パシリ）、万引き、暴力（ハッピースラッピング）、教師と生徒が関係を持つ、養子縁組と知った複雑な思い、援助交際（ヤドカリ援交）、冤罪など。
また、劇中では法律や心理学などの雑学的な解説も多く描写されている。

## あらすじ
ハンマーセッション!
医者・弁護士・国会議員などの高額所得者を狙い詐欺を働く第1級詐欺師である音羽4号こと・矢沢悠は、警察に逮捕され、長期刑特別刑務所である北関東刑務所へ収容されることになったが、護送車が事故に巻き込まれたことに便乗し、同乗していたヤクザ・今村昌平（偽名）と逃走する。2人は逃亡先の中学校・光学園中等部で偶然放火魔を取り押さえたが、彼は翌日から同校で教鞭を取る予定の教師・蜂須賀悟郎（後のロク）であった。坂本校長は、この不祥事を隠蔽するため、悠を「蜂須賀悟郎」名義の教師として雇い、荒れた学校の再建を託した。「教師の蜂須賀悟郎」となった悠は衝撃的授業（ハンマーセッション）による破天荒な方法で生徒達の抱える問題を解決していく。
ハンマーセッション! In High School
光学園で逮捕されてから半年後、悟郎と今村は刑務所から脱獄し実家に籠もっていたロクを訪ねるが、その夜突然現れた水城の挙動に違和感を覚える。彼女が教師を辞めようとしていることを知った悟郎は、彼女が教鞭をとる高校に「生徒として」潜入し、再び衝撃的授業を始める。

## 登場人物

### 主要人物
蜂須賀 悟郎（はちすか ごろう）<ニセ者> / 矢沢悠（やざわ ゆう）<本名>
本作の主人公で、その正体は第1級詐欺師。別称：音羽4号。本稿ではロクとの区別のため「悟郎」と表記する。

外跳ねのショートヘアと、長い睫毛が特徴の童顔で、初めて見た今村を含む護送車に同乗していた囚人たちはガキと形容した。護送車から逃亡した後、成り行きで私立光学園中等部にて「蜂須賀悟郎」を名乗り、数学科教師として勤務する。同時に、3年B組の担任も担当していたが、新校長の碓氷により、新設された3年S組の担任となった。
詐欺師という経歴から、騙すことをはじめ、法律・語学・心理学などに優れており、人心掌握や着目眼、観察力、洞察力、推理力にも長けている。なおかつ多芸。小説版の登場人物紹介によると、IQ185の天才。
ロク（本物の蜂須賀悟郎）は東大理学部を卒業しているため、学園では東京大学卒業として振舞っているものの、自身は中学卒業で勉強が苦手である。また、他にも「女性」と「お酒」が苦手で、普段はコーラをよく飲んでいる。特に「お酒」を飲むか浴びると、抑えていた詐欺師の本性を暴走させてしまい、酒を飲んだ直後の記憶も曖昧になる。脱走者であることが明るみに出ないよう、ロクの部屋に居候中。外出の際はガリ勉のようなメガネと7:3分けで変装する。また、上顎犬歯（いわゆる八重歯）は差し歯である。しかし、司馬の「ハピスラ」の現場で、彼らによって被害を受けた男性に腹部を刺されて大怪我を負った際、今村の部屋で手当てされていたが、その折にロクの不注意が原因で自らの秘密を水城に明かすこととなった。
自分の初めての犯罪がお墓のお供え物のまんじゅうを食べたことだという自白や、水城に「子供の頃の写真は持っていない」と語っているが、実際彼の幼〜少年時代は恵まれたものではない。彼の生家は元々は相当の資産家であったが、彼が3歳の時に事業の失敗により両親は蒸発して一家離散状態となり、彼は親戚宅や児童養護施設を転々としているのである。それ以来人を騙して稼いでいくしか生きていけなくなったため詐欺師となった。
詐欺師だった頃は「アラビアンナイト事件」、「136事件」などの大事件を起こしてきた。それらの事件で得た巨額の資金がスイス銀行に預金してあり、その暗証番号が自身の腿のタトゥーに隠している（非常に微細に彫られているため、拡大しないと目視できない）。
最終的に碓井から情報が漏れたことで警察に捕捉され、生徒達に「自分が逮捕される」という最後のハンマーセッションをして学園を去る。その半年後、今村と共に刑務所から脱獄する。本名は本編から明かされるが下の名の「悠」のみである。「In High School」でようやく「矢沢悠」というフルネームが明かされる
「In High School」では、水城が悩みを抱えていることを悟り、花園学苑高校に生徒として潜入する。
今村 昌平（いまむら しょうへい）<偽名>
港区の堕天使と恐れられる前科10犯の武闘派ヤクザで、悟郎と同じく護送車から逃走したクリスチャンの極道者。別称：麻布10号。一緒にいた悟郎が教師として雇われたことに伴い、坂本に学園の事務員として雇われる。悟郎のことを「兄ちゃん」と呼ぶ。
見かけは怖そうだが、クリスチャンらしく見知らぬ者にも慈悲深い性格。女性は50代以降の熟女が好み。悟郎から「センパイ」と呼ばれ、慕われている。
悟郎の人間性に惚れこんでおり、「兄ちゃんと運命を共にする」とも言っている。悟郎が大掛かりな「ハンマーセッション」をする際には、ロクと共に協力をする。学園の生徒からは「事務の今村さん」と呼ばれ、恐れられている。
ヤクザになる前は一流といわれる東京の帝都ホテルでフランス菓子のパティシエ修行をしていたプロの料理人であったため料理の腕前は高く、ハンマーセッションR編では不味かった刑務所の飯を見事に改善させた。
背中には聖母マリアをあしらった刺青が彫られている。
ロク / 蜂須賀 悟郎（はちすか ごろう）<本物>
悟郎が教師になりすますきっかけを作った人物であり、本作のキーパーソンで狂言回しかつ物語の進行役。
東京大学理学部卒業後、私立光学園中等部の新任教師になるはずであったが、教育実習の体験から「教師」という立場に恐怖を覚え、始業式の前夜に学園へ放火するも、悟郎たちに取り押さえられる。その後、放火事件を隠蔽する為に悟郎と同じ部屋に引きこもり中。実家は温泉旅館を開いているが、両親により偽装工作が行われている。悟郎（悠）と区別するため、今村から「ロク」とあだ名される（悟郎のゴ→5の次で6、という意味から）。
眼鏡を掛けたおたくであり、趣味はフィギュア集め。加えてロリコンである。ネットやデジタル機器に強く、悟郎の授業のサポートとして教室に7台のワイヤレスカメラと4本の高性能小型マイク（通称『見えルンです』）を設置し、それを使って教室内の監視（覗き）をしている。
悟郎や今村を変な人たちと思いつつも信頼しており、その信頼度は「僕たち3人は一蓮托生」と言うほどである。悟郎達と別れた後は小学校教師として教壇に立つが、美少女の教え子をイヤらしい目で見ていたことを問題視されたった3日で退職。また実家にこもっていたところ脱獄してきた悟郎と今村に再会し、再びハンマーセッションの手伝いをする。
水城 涼子（みずき りょうこ）
私立光学園中等部の教師で、悟郎の指導教員。3年A組担任。悟郎の正体を知る人物の一人で、彼に対して好意と信頼を寄せている。悟郎の勤務開始当時で教職2年目。スタイルが良く、教師とは思えない露出度の高い服装をしているが、中学から大学までエスカレーター式の女子校に通っていたため、ほとんど男性との接触がなく、性に関することは保守的であり、処女（彼氏なし）。
ソフトボール部の顧問をしているが、スポーツはあまり得意ではない様子。ロクのミスが原因で悟郎の正体を知ったときは憤慨したが、司馬の件が解決した後は彼を認め、秘密を共有することになった（時には悟郎の「ハンマーセッション」を手伝うこともある）。
悟郎達と別れた後は光学園の生徒達の卒業を見届け、「In High School」では花園学苑高校の教師に転職する。しかし不用意な発言で島田を傷つけてしまったことで思い悩み、辞表を出そうとした（悟郎の手により未遂に終わり、その原因も解消される）。
坂本 亨（さかもと とおる）
「私立光学園中等部」校長。ロクによる学校放火事件を隠蔽するため、事件を目撃した悠を「蜂須賀悟郎」名義の教師、今村を事務員として採用し、学園内の風紀改善を依頼した。学園教員の中で悟郎の正体を知る人物の一人。寛大で温和な性格なため、悟郎や教職員からは深く慕われている。
学校内での悟郎たちの最大の理解者で彼らに絶大な信頼を寄せている。悟郎、今村、ロクの3人も彼に恩義を感じているため坂本は悟郎たち3人の生涯の恩人とも言える。
悟郎たちと出会う以前から重い病気を患っている。病の悪化で倒れてからは校長としての復帰は絶望的であることを悟り、彼に赴任以来の報酬を与え逃亡を勧める。
しかし「ハンマーセッション!　アカサギ編」では、なぜか別の学園で校長に復帰している（詳しいことは不明）。

### 3年B組

#### 主要生徒
佐野 直樹（さの なおき）
悟郎が赴任して最初のハンマーセッションのターゲット。3年B組の学級委員であるが、不登校中に勝手に決められたため本人は不満気味。
元は地味な生徒だったが、学校をサボり不登校になり、遊ぶ金欲しさにカツアゲをするなど不良になっていたが、悟郎の「ハンマーセッション」により裏の世界の怖さを知り、坊主頭にして再び学校に通い始め、以後、悟郎のよき理解者となり、彼を慕っている。半年間も学校に来ず、授業を受けていなかったため、成績は相当悪いが、光学園中等部の情報を知り尽くしており、悟郎にも時々その情報を提供している。半年前は友達もおらず、いつも1人でいる暗い性格だったが、学級委員になったことで、交友範囲が広がり、今ではクラスのよきムードメーカー的存在で、明るい性格になった。修学旅行以降、司馬、新田とつるんでいることが多い。また、喧嘩の腕も多少立ち、自身と司馬、新田の3人組の中では一番力は強く、今村にも一目置かれていた。そのかわり、3人組の中では一番成績は悪い（数学のテストの点数は2点）。
市内一の不良校・西部中学（通称：セイチュー）のことを恐れているが、西部中学の不良にリンチされた野島を見て、司馬、新田と共に西部中学に殴りこみに行こうとするなど、正義感が強く仲間思いの一面を持っている。
悟郎の事は信頼しており、「先生がいなかったらずっと学校から逃げたままだった」とも言っている。
碓氷に問題児とみなされ、S組に編入させられる。
司馬 祐生（しば ゆうせい）
出席番号11番。クラスではあまり目立たず、授業中はいつも外を見ている。今村をコケにするくらい度胸がある。
クールな性格で、口を開くことは少ないが、お人好しなところもある。昔から両親や教師に優秀な兄と比べられて育ち、散々馬鹿にされてきた。それによりたまったストレスを解消するために、男子生徒2人（彼らからは祐ちゃんと呼ばれる）を率いてハピスラ（ハッピー・スラッピング）をしていたが、悟郎の「ハンマーセッション」により暴力の恐怖を知り足を洗い、悟郎のことを慕い、信頼するようになる。
イケメンで女子からの人気もそこそこある。佐野と同じく、成績は悪い（数学のテストの点数は8点）。修学旅行以降、佐野、新田とつるんでいることが多い。3人組の中では最も速い動きを見せる。
碓氷に問題児とみなされ、S組に編入させられる。
新田 銀二（にった ぎんじ）
母子家庭。頭はキレるが、協調性がない。いつもヘアバンドをしている。
クールでプライドが高く、誰にも心を開かないが幼馴染の雪美には心を開く。幼い頃に父親が蒸発している。修学旅行中、雪美の父親探しに必死になり、悟郎の助けもあり、見つけることに成功。悟郎に感謝し、彼を慕うようになる。父親との再会が悲惨なものであった場合を危惧し、雪美を守るためにミリタリーナイフを持っていた。修学旅行にて悟郎や佐野達に父親探しに協力してもらってからは、雪美以外にも心を開くようになる。3人組の中では最も気配を探ることに優れている。成績はいいのだが、数学のテストでは25点と悪い。修学旅行以降、佐野、司馬とつるんでいることが多い。
碓氷に問題児とみなされ、S組に編入させられる。
早乙女 耀子（さおとめ ようこ）
夜遊びが好きで、通称「女王蜂のヨーコ」。中学生離れした美貌とフェロモンで、ほとんどのクラスの男子を従わせている。学習発表会の副責任者となる。
英語科教諭・服部に一方的に憧れを寄せていた。悟郎の「ハンマーセッション」によって更生するが、その際悟郎に惚れてしまい、彼に対し積極的になった。一度悟郎の部屋（つまりロクの部屋）を見てしまったことがあり、悟郎の趣味を勘違いして、それ以来フィギュアが着ていたような短いスカートをはいたり、元気な妹のように甘えてすぐに腕を組んだりするようになる。
碓氷に問題児とみなされ、S組に編入させられる。
作画担当の棚橋のお気に入りのキャラクターの1人。

#### 3年S組に編入された生徒
佐野 直樹（さの なおき）
司馬 祐生（しば ゆうせい）
新田 銀二（にった ぎんじ）
早乙女 耀子（さおとめ ようこ）
それぞれの前述の通り。
白石 渚（しらいし なぎさ）
身長142cm。射手座のB型。
眼鏡をしている。泣き虫に加えてドジで、運動オンチ。
父親がリストラされたため、母親の実家がある青森へ転校することになる（それを阻止すべく万引きをしていた）が、悟郎の「ハンマーセッション」もあり、転校しなくて済むようになる。
真潮・岬と共にアイドルグループになることが夢。
北嶋 真潮（きたじま ましお）
身長162cm。水瓶座のO型。
陸上部に所属しており、走高跳のエース（ただし最近サボリぎみらしい）。姉と兄がいる。料理が大得意。
友人・渚の転校を防ぐため岬と共に万引きしていたが、現在は悟郎の「ハンマーセッション」により足を洗う。
勝気で少々きつい性格だが面倒見がよい。鍛え抜かれた美脚の持ち主で、通称「カモシカの真潮」。
咲山 エリカ（さきやま えりか）
かつては才色兼備でヴァイオリンの腕にも秀でた優等生だったが、自分が養子であることを知り、そのショックで不良になる。以来問題を起こしては転校を繰り返し、3年の途中から光学園にやってきた。悟郎の「『禁じ手』ハンマーセッション」と母の愛により、改正。再びヴァイオリンを始める。かなりの度胸の持ち主。
藤井 美樹（ふじい みき）
実家は美容院。母子家庭で、弟達の面倒を見ている。また、友達想いで、サマースクールで騒動を起こした佐野達の罪を自ら被り、それが原因でS組に編入させられる。
大島 紳助（おおしま しんすけ）
お笑い研究会所属。実家は建設会社だが実家の話をするとなぜか威嚇してくる。（理由は不明）
誰とでも友達になれる性格で、特に佐野、司馬、新田の3人組と仲がよい。常にテンションが高いが、どこかクールな一面を見せることもある。
頬にそばかすが少々ある。

#### 3年B組に残留した生徒
天堂 岬（てんどう みさき）
身長155cm。山羊座のA型。成績優秀で、おっとりしている。友人・渚の転校を防ぐ為真潮と共に万引きしていたが、現在は悟郎の「ハンマーセッション」により足を洗う。
Eカップの巨乳。童顔でもある。通称「卓上の岬」（胸が机の上に乗っていることから）。
坂本 桜（さかもと さくら）
身長154cm。演劇部に所属している。Cカップ。将来の夢は女優。美人で人望も厚いので、演劇部の部員からも慕われている。東海林にとっても憧れの存在である。
幼い頃、両親の仕事の関係でひとりで家にいることが多く、テレビを見て過ごすことが多かった。そのため、女優に憧れるようになったという。「しゃこたん」の最有力候補だったが、父親が厳しく、パソコンを持っていないことから候補から外れた。関谷のオーディション詐欺にはめられかけるが、悟郎の「ハンマーセッション」によって、ある有名な演出家に才能を見出されその人のもとで修業することになった。
東海林 巴菜（しょうじ はな）
出席番号12番。Bカップ。人気ブログ「しゃこたんブログ」の執筆者「しゃこたん」の正体。自分に自信が持てなかったが、悟郎の「ハンマーセッション」によって、ブログを閉鎖し演劇部に所属。大役を演じるほど成長している。クラスでも地味で目立たない存在だったが、本当は端正な顔立ちをしており、化粧をしてメガネを外すと驚くほど見違える。
坂本と共に（ニセ）オーディションに親の反対を押し切って応募したが、落選してしまった。悟郎が用意した本物のオーディションでも不合格だったが、目に力があると評価され、それ以降メガネをやめてコンタクトレンズにした。
野島 健太（のじま けんた）
出席番号19番。B組ではパシリ役で、学習発表会の責任者になる。祖父の影響により読書量が多く博覧強記であり、歴史に詳しい上に語彙も豊富である。
学習発表会で、悟郎の「ハンマーセッション」による服部とのクイズ対決に勝ち、クラスのヒーローになる。その後、パシリから解放された。西部中学との騒動の際は甲斐と背丈が似ていたため、西中生にリンチされた。帰る方向が一緒なのか、佐野と登下校する場面が多く、仲も良好。
ニックネームは「のじ」または「のじー」。
桑田 ますみ（くわた ますみ）
女子生徒。太った体型など、お世辞にも女らしいとは言いがたいにもかかわらず、彼女の将来の夢は、スターになること。悟郎に「何星になるっていうんだ」（本人にではないが）ひそかにツッコミを入れられていた。「つねに私らしく」がモットー。
上野 雪美（うえの ゆきみ）
新田の幼馴染で同じく母子家庭。
修学旅行中、新田の父親探しを手伝うが、実はそれは見つからなかった場合に雪美がショックを受けないようにとの新田の計らいで自分の父親であった。初めは怖くて逃げ出したが、悟郎の助けで父親の愛情を確認する。
石垣（いしがき）
男子生徒。柔道部に所属している。練習熱心だが、成績は悪い。
顧問である服部の陰謀で赤点を取ったら大会を辞退することになってしまい、最後の大会の出場が危ぶまれていたが、悟郎の助けで無事出場することができた。
甲斐 保（かい たもつ）
出席番号11番。名門校である開栄中学に落ちて、すべり止めで光学園に入学してきた生徒。家では病院を経営している。
高校受験に備え勉強ばかりしており、クラスからは浮いている。
「マンモス校」の西中（セイチュー）の総長佐久間のゲーム機DSPを壊してしまい（実際には最初から壊れていた）、西中の復讐に全校を巻き込んだ張本人。
成り行きで佐野、司馬、新田と共に西中に殴りこみにいくことになり、最初は怖がっていたが、悟郎のハンマーセッションと今村のケンカ塾によって得た鋭い頭突きで佐久間に一矢報いた。全校生徒を巻き込んだ抗争でもあったが、この抗争は佐野、司馬、新田の3人との絆を深めるキッカケにもなった。
ニックネームは「博士」。
望月 雄一郎（もちづき ゆういちろう）
写真部所属。家では温泉旅館を経営している。
小鳥遊 雅（たかなし みやび）
神社の娘で、霊感が強い。
松島 珠美（まつしま たまみ）
帰宅部（以前は美術部所属）。いつの時期でもマフラーをしている。そのマフラーは好きだった男の子の形見。気管が少し弱い様子。時計塔の幽霊騒ぎの犯人だったが、悟郎の「ハンマーセッション」により改正。
海老原 健（えびはら けん）
出席番号5番。アルバム委員。あだ名は「エビっち」。A組の水野繭のことが好きだったが、その気持ちを伝えられずにいた。悟郎の力を借りて告白することに成功する。
黒澤 正宗（くろさわ まさむね）
出席番号12番。母親が重度のモンスターペアレントであったため、教師から特別扱いされたり仲間はずれにされていたが、悟郎の「ハンマーセッション」により母親と共に改正する。実家は大規模な警備会社を経営している。
日比野（ひびの）
男子生徒。
初期の頃から出ていたが名前が出ていなく、最初に名前が判明したのは7巻からである。初期では新任教師の悟郎をいびるなどしていた。ツンツン頭が特徴。

### 3年S組
元・3年B組については#3年S組に編入された生徒を参照。碓氷総一郎が3年の問題児ばかりを集めて新設したクラス。次に問題を起こした生徒は退学させられたり、監督不行届ということで担任が辞めさせられる。編入された生徒には佐野直樹や司馬祐生がいる。
佐野 直樹（さの なおき）
司馬 祐生（しば ゆうせい）
新田 銀二（にった ぎんじ）
早乙女 耀子（さおとめ ようこ）
#3年B組を参照。
葛城 信吾（かつらぎ しんご）
元・A組。身長が高い。喧嘩っ早い性格で水城も手を焼いていたが、正義感は強い。編入後、早々に暴力事件を起こし退学になりかけるが、悟郎の「ハンマーセッション」により幹本をいじめから助けるためだと分かる。悟郎のことを「先公」と呼び、信頼するようになる。
沢井 鳴海（さわい なるみ）
元クラス不明。自分を泊まらせてくれた男性にお礼にセックスさせる、いわゆる「ヤドカリ援交」を常習的に行っていたと言うことでS組に編入させられるが、性懲りもなくヤドカリ援交を続けていた挙句、教師である悟郎にまで手を出そうと迫ったため、悟郎の「ハンマーセッション」を受けることになる。このことにより、少女の性の乱れは危険と隣り合わせであることを思い知らされて改心し、もう意味のないセックスはしないことを決意する。
桐原 優（きりはら まさる）
元クラス不明。体が弱い生徒を演じているが、以前の学校ではレスリング部に所属しており、体育会系で身体能力は高い（まわりにはそれを隠している）。以前の学校でレイプ魔のレッテルを貼られて（実際は誤解）光学園に転校している。レッテルを剥がせないと諦めていたが、体育祭で活躍し、新しいレッテルを貼ることが出来、悟郎に感謝をする。
天城 麻耶（あまぎ まや）
元・A組。S組新設直後に転校して来たが、転入早々問題を起こしたためにS組に編入させられる。親に虐待を受けていた過去があり、大人を毛嫌いしていたが悟郎のハンマーセッションにより自分を見捨てた母親を見切り、その後は明るい性格になった。容姿は自殺した碓氷の次女と瓜二つである。
来栖 里奈（くるす りな）
元・A組。噂では、援助交際でオヤジを100人斬りをしたらしい。
戸川 瞬（とがわ しゅん）
元・C組。クールで物静かな性格。
稲田 和也（いなだ かずや）
元・D組。
山田 用高（やまだ ようこう）
元・E組。
田川 翠（たがわ みどり）
元・E組。
丸山 球男（まるやま たまお）
元・F組。
三井 鋭児（みつい えいじ）
元・F組。
四元 角成（よつもと すみなり）
元・F組。
永井（ながい）
元クラス・名前不明。中学生にもかかわらず、ゴールドカードを持っている。

### 他クラス生徒
3年S組に編入された生徒については#3年S組を参照。
波羅 多伊良（はら たいら）
3年E組。B組の学習発表会の「人間辞書 野島に挑戦」の最初の挑戦者だった。
水野 繭（みずの まゆ）
3年A組。写真委員。B組の「光学園女子人気ランキング・彼女にしたい部門」の1位になった。
長沢（ながさわ）
3年D組。修学旅行の自由行動の時間のときに、真潮と一緒に行動していた男子生徒。
篠原 美嘉（しのはら みか）
黒沢と付き合っていた女子生徒。黒沢の後輩。
幹本 智（みきもと さとる）
3年A組。いじめられっ子。野口と五十嵐にカツアゲされていたところを、葛城に助けられた。
野口 健祐（のぐち けんすけ）
3年A組。五十嵐と一緒に、幹本からカツアゲをしていた。
五十嵐 克樹（いがらし かつき）
3年A組。野口と一緒に、幹本からカツアゲをしていた。

### 私立光学園中等部 教諭
服部（はっとり）
教職3年目の若手の男性英語教師。LAに2年間留学し、サンタモニカの大学を卒業した帰国子女でもある。
容姿端麗かつ気さくで爽やかな性格から生徒の間で人気が高いが、その反面、病的にプライドが高い。悟郎に対してはイカサマのポーカーで敗北して以来、敵愾心を燃やしており、悟郎の失職を狙って妨害工作を仕掛けてくることもある。生徒と関係を持ったり、合コンしたさに柔道部の顧問を嫌がったりするなど、あまり評判通りの人物とはいえない。また、大学時代も相当遊んでいた。
上記の経歴から英語は堪能ではあるものの、それは学習要綱の範囲内でしか精通しておらず、学園祭での野島とのクイズ対決では「TYCOON（タイクーン）」の意味を答えられず敗北を喫した。吾郎からは「学習要綱に載っていないから知らなくても恥ずかしくはない」と諭されるものの、経歴や英語教師としてのプライドに傷が付いて相当なショックを受けた。
肥後山 健一（ひごやま けんいち）
3年生の学年主任及び野球部の顧問を務める男性教師。36歳。担当教科は体育で、常にジャージを着用。特技は千本ノック。ものすごいフケ症。そのため生徒や同僚の女性教員（水城以外）からは、陰で「フケヒゴ」と呼ばれている。
水城に惚れており、彼女と親密な悟郎に対して姑息な嫌がらせをする。修学旅行では、悟郎のクラスの写真部員に覗きをさせようと企んだが失敗。
少女Aに駅の階段から突き落とされて、重傷を負わされたことがある。
南 玲奈（みなみ れな）
ネタ元となる団体に自ら潜入し、様々なスクープをものにする敏腕記者。東玲奈（ひがし れな）という偽名で光学園に保健医として潜入。悟郎の素性を探り彼の正体を突き止めたが、彼にスクープを差し止められたことですっかり惚れ込んでしまい、記者を辞めそのまま学園に残り、悟郎をサポートしている。
教頭
眼鏡をした男性。本名は不明。東京大学経済学部出身。東京大学卒業なのをすぐ自慢するという悪い癖がある。後輩ということで悟郎のことを気に入り、かわいがっている。今村と仲が良く、よく職員室で一緒に茶を飲んでいる。
鈴木（すずき）
光学園理事長。肥後山と仲がよい。
碓氷 総一郎（うすい そういちろう）
坂本校長の後任として赴任した新校長。初登場時は保養所の管理人を装いながら悟郎たちを観察しており、悟郎のやりかたに一目置く。その時の態度から悟郎も彼が新校長だということに気づかなかったため、作中で悟郎を騙して出し抜いた人物でもある。
元検事で「監獄への使徒」と称されるほどの敏腕だったが、いじめが原因となった娘の自殺について、加害者である不良や真実の追求・告発をせず、逆に保身から徹底した隠蔽工作を行った学校体質を憎み、検事をやめて教師になった。京都大学法学部卒業。娘が2人おり、妻と次女は他界している。
3年生の問題児たちを集めたS組を新設し、彼ら共々担任の悟郎も追い出そうと画策していた。一方、自ら新設した教育方針の一つである模擬裁判を悟郎によって実質的な学級裁判にされ、葛城の暴力事件の真相を知った際には公平な審判を下す。
最終的には自身がかつて強制転校させた不良たちの逆襲や、死んだ娘とうり二つの天城へのハンマーセッションにより「一度問題を起こした生徒は変わらず問題を起こす」という考えを改めて、悟郎を「真の教師」と認めた。その後は悟郎に対する態度も改め、自分のせいで悟郎の正体がばれた時には逃げるよう説得した(悟郎は逮捕される)。
高等部の教師たち
黒いスーツを着ている。頭が固く尊大で傲慢な性格であり、臨海学校の合宿に乱入して高圧的な態度で3年B組の指示を仕切ると一方的に宣言し、勉強だけを強要したが、悟郎のハンマーセッションと、坂本校長の言葉により彼には逆らえずに低姿勢になり引き下がった。

### その他
関谷 昌幸（せきや まさゆき）<仮名>
詐欺師で、悟郎の兄弟子。
詐欺の仕事に取り掛かる前にグロキシニアの苗を植えて、花が咲いた時、本番に取り掛かる。
光学園の生徒を対象とした「オーディション詐欺」を決行しようとしたが、悟郎の妨害により失敗。
「夢を見なければ夢は叶わない」が決まり文句。
足立 くみ（あだち-）
関谷のオーディション詐欺に協力していた元子役。

安藤
服部の大学時代の友人。本庁の刑事。服部と同じく、大学時代は相当遊んでいた。

### 小説版の登場人物

#### シンカ学園篇
白瀬 道夫（しらせ みちお）
沖縄の糸満でフリースクール「シンカ学園」を主宰している七十過ぎの老人。学生時代に反戦運動に参加した全共闘の生き残り。糸満の居酒屋で出合った悟郎と今村に同じ匂いを感じ、2人を学園に誘った。
アロハシャツが普段着。後述の問題児、平井を変えてくれた悟郎と今村に感謝しており、2人がシンカ学園を去る際には2人分の羽田行きの航空券を用意し、2人と別れた。
平井 修造（ひらい しゅうぞう）
「シンカ学園」に編入して来た不良。学園内で数々の周囲の生徒から恐れられている。地元では高校にも行かず、暴走族のサブリーダーを務めたり両親のことを馬鹿にしたりと、親不孝者だったが、悟郎と今村による「ハンマーセッション」によって自分を本気で心配してくれている両親の存在に気づく。その後は学園にもすっかり馴染んだようである。

#### 東大阪国網刑務所篇
原田 雅史（はらだ まさし）
警察庁の警視。碓氷とは一橋大学の同期。
新聞広告を利用して逃亡中の悟郎と今村を呼び出し、国綱刑務所で起きている事件の調査を依頼する。正義感がかなり強い。
ホセ・伊藤・ドミンゲス
国綱刑務所の外国人囚人。外見は30代前半のなかなかのイケメン。
読書が好きで刑務所内でも本に関する仕事をしており、同じく読書好きの悟郎と意気投合し、友人となる。実は暗い過去を抱えている。

### 「In High School」の登場人物
私立花園学苑高校
新設された私立高校で、水城の新たな勤務先。男子生徒たちの間で「学校階級制度（スクールカースト）」が行われている。階級は人気者やイケメン生徒の「一軍」、一般生徒である「二軍」、冴えない生徒の「三軍」、周りからイジメを受ける「育成枠」に分けられている。
島田 信司（しまだ しんじ）
花園学苑高校1年生。悟郎のクラスメイト。小柄で気弱な性格。水城の勘違いの発言で「ジーコ」という恥ずかしいあだ名をつけられたことで、クラスメイトたちからイジメを受け、不登校になっていたが、悟郎が彼への「ハンマーセッション」をする途中で悟郎と親友になり、引きこもるのをやめ登校するようになる。その際、「育成枠」を脱却し、2人で「一軍」を目指すことを決意すると同時に水城とも和解し、「前のような明るい先生に戻って欲しい」と言った。以降は悟郎と一緒に行動するようになる。
根岸 愛菜（ねぎし あいな）
花園学苑高校1年生。悟郎のクラスメイト。誰もが認める美少女で、「ミスマガジン2010 審査員特別賞」を受賞したこともある若手女優。仕事で忙しいため、学校に来ることは少ない。周りの人間からは「姫」と呼ばれている。自身の映画のロケで使うエキストラ集めを悟郎&島田と沢登に依頼し、「たくさん集められたほうとダンスパーティでパートナーを組む」という約束をし、悟郎&島田が勝利したため、悟郎と踊る。以降、悟郎、島田と一緒に行動するようになる。
沢登 春斗（さわのぼり はると）
「一軍三人衆」の1人。いわゆるS系のイケメンで、女子生徒から人気がある。エキストラ集めで、一時、悟郎&島田を凌駕するが、悟郎の策略により敗北。その後二軍落ちした。
本間 洋介（ほんま ようすけ）
「一軍三人衆」の1人で、一軍のナンバー2。身長2メートル近くある巨漢で「チェ・本間」と呼ばれ、周囲から恐れられている。しかし実際は見掛け倒しの臆病者であり、それを知った悟郎が仕組んだ島田との度胸試しに敗れる。
皆藤 瞬（かいとう しゅん）
「一軍三人衆」の1人で、一軍のトップ。授業中はいつも寝ている無気力な生徒。生徒たちの親が多数勤務する大企業・皆藤グループの御曹司で、学苑の実質的な支配者。生徒会長選で自分の権力を利用し悟郎と争うが、人望のなさを突かれ敗北する。

## 単行本
ハンマーセッション!
1. 2007年2月16日発売、ISBN 978-4-06-363798-4
2. 2007年4月17日発売、ISBN 978-4-06-363826-4
3. 2007年7月17日発売、ISBN 978-4-06-363845-5
4. 2007年9月14日発売、ISBN 978-4-06-363891-2
5. 2007年11月16日発売、ISBN 978-4-06-363916-2
6. 2008年2月15日発売、ISBN 978-4-06-363952-0
7. 2008年4月17日発売、ISBN 978-4-06-363975-9
8. 2008年6月17日発売、ISBN 978-4-06-384005-6
9. 2008年9月17日発売、ISBN 978-4-06-384042-1
10. 2008年11月17日発売、ISBN 978-4-06-384066-7
11. 2009年1月16日発売、ISBN 978-4-06-384087-2

ハンマーセッション! In High School
1. 2010年8月17日発売、ISBN 978-4-06-384358-3
2. 2010年10月15日発売、ISBN 978-4-06-384375-0
3. 2010年12月17日発売、ISBN 978-4-06-384424-5

## 小説版
講談社ノベルスより刊行。話の一部が漫画で表現されているという、珍しい構成になっている。著者は原案の貴矢高康、漫画は棚橋なもしろが担当。
- ハンマーセッション!R 暁の刑務所特急の巻 2009年7月16日、ISBN 978-4-06-373328-0
- ハンマーセッション!R2 ルカ伝6章37節作戦の巻 2010年9月16日、ISBN 978-4-06-373329-7

## テレビドラマ
2010年7月10日から9月18日まで毎週土曜日19:56 - 20:54に、TBS系の「土曜20時」枠で放送された。全11回。速水もこみちと志田未来のダブル主演でもあった。
後述するように設定は大幅に変えられているものの、ストーリーの流れは概ね原作に忠実な物になっている。
後番組はバラエティ番組の『奇跡ゲッター ブットバース!!』となり、この作品が『土8ドラマ』にとって最終作品となった。
キャッチコピーは「叩き直されたい、生徒（ヤツ）はどいつだ!」。

### ドラマ版の登場人物

#### 光学園高校

##### 教職員
音羽4号/蜂須賀 悟郎（おとわ4ごう/はちすか ごろう）
演 - 速水もこみち
詐欺師。3年B組の担任で、担当は数学。
両親の蒸発後、施設に預けられる。唯一信じられる園長から一人でも寂しくないようにと知恵の輪のネックレスをもらい、今でも身に付けている。園長の死後、施設が閉鎖されてからは関谷に引き取られ、生きていく術として詐欺の使いっぱしりをする中で詐欺を覚えていく。だが、詐欺の手口に性に合わず離れ、持ち逃げした金を関谷に騙された人たちに返していた。その後も世界中の悪党を騙して金を奪い、恵まれない人々に分け与える義賊をしていたが、政界入りした元警察官僚の政治献金（後述）を盗もうとして警察に逮捕される。一方で閉鎖後、人手に渡った施設を買い戻して建て直し、子供たちにおもちゃを寄付していた。
事故を起こした護送車から今村と脱走し、成りゆきで着任前日に光学園に放火しようとしたロクに代わり、蜂須賀悟郎になりすますことになる。その中で、生徒たちの抱えるさまざまな問題を詐欺師としてのテクニックを駆使したハンマーセッションで解決していく。
自分が蜂須賀悟郎でなく、詐欺師であることを涼子と楓に知られ、生徒たちに黙って光学園を去ろうとしたが、生徒たちから抗議のメールが届き、最後のハンマーセッションをするために退職日を一日延ばして光学園に戻る。そこで自身の正体と生い立ちを明かし、警察に逮捕される姿を見せようとしたが、楓たちの訴えを聞き、詐欺師ではなく生徒から慕われる教師だと知った功一に逮捕されず、生徒たちに見送られ光学園を去った。
原作に比べて飄々とした性格となっている。
水城 涼子（みずき りょうこ）
演 - 比嘉愛未
水城の娘。3年B組の副担任で、国語担当。
早川から結婚を前提に交際を申し込まれ、教育者としての方向性を見失っていたが、悟郎のハンマーセッションにより、教師である前に人間として生徒たちと向き合うことに気づき、早川に別れを告げる。偶然ロクの履歴書を見つけ、悟郎が別人だと知ってしまうが、自分にとっては詐欺師でなく、一人の教師であることに気づく。
水城 賢一（みずき けんいち）
演 - 小日向文世
涼子の父親で、光学園の校長。悟郎を雇った張本人で、原作の坂本亨に該当する人物。
里中 玲奈（さとなか れいな）
演 - 宮坂絵美里
保健教員で、涼子と親しい。原作の南玲奈に該当する人物。
太田 靖子（おおた やすこ）
演 - 濱田マリ
教頭。悟郎に失敗させ、水城を校長の座から失脚させようとあれこれ悪事を企む。悟郎が光学園を去り、気力をなくしていたが、ハンマーセッションのために戻ってきた時には元気を取り戻すも、素性を知り、失神してしまう。
服部 祐一郎（はっとり ゆういちろう）
演 - 肥野竜也
英語担当。原作とは違い、フルネームが設定されている。
塚本 哲也（つかもと てつや）
演 - 永田彬
体育担当。原作の肥後山健一に該当する人物。

##### 3年B組
立花 楓（たちばな かえで）
演 - 志田未来
もう一人の主人公。下町のべらんめえ口調で、父親の功一が刑事であるためか情に厚く正義感が強いため、少々お節介。クラスメートが巻き起こす事件に首をつっこみ、道を正そうとしながら、悟郎と対立する。
母親（越智静香〔写真のみ、ノンクレジット〕）は小学6年の時に事故死。遠足の日の朝に些細なことから口ゲンカしたまま死別して、仲直りできなかったことを後悔している。
口癖は「この、トンチキ野郎!」。悟郎のことは「インチキ教師」と呼んでいるが、悟郎が逮捕されそうになった時には、功一にサイコーの教師だと訴えた。
巧海とは幼なじみで、ひょんなことから淡い恋心を寄せ、理恵に騙され落ち込んでいた時に告白したが、即断られた。
第9話ではジャイアンが暴力を振るう際の明言やドロンジョの「スカポンタン」を発言した。
原作には登場しないドラマオリジナルキャラクターだが、原作の佐野直樹に該当する人物だと思われる（ただし、性格・性別共に異なる）。
司馬 祐生（しば ゆうせい）
演 - 石黒英雄
楓や涼子に次ぐ物語の重要人物。原作と違い、最初のハンマーセッションのターゲットにされる。暗い性格で、クラスでは浮いている。再就職した家電店で年下の店長に頭を下げる父親を嫌い、それにより溜まったストレスを解消するために、他人を襲撃した映像を携帯に撮り、ネットに投稿する遊び「ハッピースラッピング」（通称・ハピスラ）を行っていたが、悟郎のハンマーセッションにより、自分のことを本気で想ってくれている父親の存在に気づき、ハピスラから足を洗う。悟郎に感謝し、クラスでの悟郎の最初の理解者となる。その後は圭介や洋平らと仲良くなったようで、性格も明るくなった。第8話では、圭介・巧海と沖縄旅行に行く約束をしていたが、理恵に騙されている巧海を心配するも、旅費を渡してしまう。保と同じ中学で、進学校・秀明館高校を受験しようとしたが、受験日当日に急性虫垂炎になり、付き添っていた保が受験できなかったことに責任を感じ、保が佐久間のバイクのミラーを割った罪を被るが、佐久間たちに病院送りにされてしまう。クラスの中では楓に次いで出番が多く、ハンマーセッションに何かと絡むことが多い。
新田 真潮（にった ましお）
演 - 高山侑子
明るく元気な性格。信吾とバンドを組んでおり、彼に好意を抱いている。自分が万引きした商品をクラス内でオークションと称して売買していたが、それは女子高生連れ去り事件の犯人と対峙した時に壊れた信吾のギターを買うためだった。悟郎のハンマーセッションにより、自分が万引きをしてきたことを悔やみ、足を洗った。
葛城 信吾（かつらぎ しんご）
演 - 延山信弘
真潮とバンドを組んでおり、ギターを弾いている。プロからのスカウトもあったが、オーディション当日、悟郎のハンマーセッションで、真潮が骨董店の店主（実は今村）に連れ去られたことを知り、仲間と音楽を続けることを選び、メンバーとともに砂浜に駆けつけて、ゴミの片付けを手伝った。原作とは異なり、不良ではない。
黒沢 正宗（くろさわ まさむね）
演 - 竹内寿
父親は政治家で、母親はモンスターペアレント。後輩の美嘉と交際している。おとなしい性格だったが、悟郎のハンマーセッションにより、弱い人間でも勇気を出せば変われることを知り、男の強さだけでなく、母親や美嘉への優しさを身に付ける。
水野 繭（みずの まゆ）
演 - 逢沢りな
大人の恋愛に憧れ、高田と不倫していたが、背伸びをしていた関係だったと別れを告げる。しかし高田から一緒に撮った写真をバラまくと脅された上、学校裏サイトに誹謗中傷を書きこまれ、自殺を考える。悟郎のハンマーセッションにより、やり遺したことに気づいて自殺を思いとどまり、学校裏サイトとも決別した。
海老原 健（えびはら けん）
演 - 野村周平
繭のことが好きで告白するが、学校裏サイトで誹謗中傷を受けた繭をかばうことで、自分が次のターゲットになるのを恐れ、無視していた。だが、悟郎のハンマーセッションで、相手を思いやる気持ちを知った。
咲山 エリカ（さきやま エリカ）
演 - 山下リオ
偶然自分が養子だったことを知り、その事実を隠されていた母親への反抗心から、キャバクラでバイトしていた。悟郎のハンマーセッションにより、失って初めて気づくものがあることと母親の偽りない愛情に気づき、和解する。原作とは違い、ヴァイオリンの才能は無い。
野島 健太（のじま けんた）
演 - 阪本奨悟
両親が海外赴任している関係で、書道の先生をしている祖母の清子と二人で暮らしている。生物部に所属し、清子の誕生日にプレゼントするために蛍の飼育をしている。しかしクラスメートからはパシリにされ、納涼盆踊り大会の実行委員にもつい立候補してしまう。それでも、自分を変えるために盆踊り大会の準備に励むが、耀子の相次ぐ妨害や清子が老人ホームに入居しようとしていることを知り、自信を失う。だが、悟郎のハンマーセッションにより、停電中の会場に蛍を放って窮地を救い、自身を成長させることができた。
早乙女 耀子（さおとめ ようこ）
演 - 松山メアリ
学校に内緒で芸能活動をしているが、それを黙認する代わりに納涼盆踊り大会が中止となるよう太田に妨害を頼まれる。実行委員に立候補しても準備には一切参加せず、前日に会場をめちゃくちゃにし、さらに当日にも配電盤のコードを切断する。悟郎に諭され、人に対する思いやりを知り、野島に妨害の件を謝罪する。その後、水城の計らいにより、学業を優先させることを条件に特例で芸能活動が認められた。
坂本 洋平（さかもと ようへい）
演 - 菅田将暉
クラスで一番賑やかなおバカキャラ。ダンスが好きで、プロのダンサーになることが夢。自分のせいで怪我をした美帆と二人分の夢を叶えようとする。練習中に足を捻挫し、踊れる状態ではなかったが、それをおしてオニリス芸能スクール主催のオーディションに参加。悟郎のハンマーセッションにより、オーディションが出来レースだと知らされるが、美帆と再び夢を目指すことを誓い合った。
広瀬 巧海（ひろせ たくみ）
演 - 竜星涼
楓とは幼なじみ。祐生と圭介と3人で行く沖縄旅行の旅費を貯めるために、掛け持ちでアルバイトをしているが、バイト代は理恵へのプレゼント代に消えていた。泣き虫だった自分を初めて男だと認めてくれた理恵のために、病気の母親の手術代の借金を何とかしようと祐生と圭介に沖縄旅行の旅費を貸してほしいと頼む。悟郎のハンマーセッションにより、人を好きになることの意味と理恵が自分を騙していたことを知るが、祐生と圭介と和解し、悟郎とともに学校の屋上で沖縄の気分を味わった。
甲斐 保（かい たもつ）
演 - 入江甚儀
クラス一の秀才だが、揉め事を避け、メリットがあるかどうかを考える計算高さがあり、人とあまり関わらないようにしている。祐生とは同じ中学で、秀明館高校の受験日当日に急性虫垂炎となった祐生に付き添ったため、試験に遅れて不合格となり、それ以降、祐生とは関係がぎくしゃくしていた。受験失敗を機に家庭内でバカにされていると感じ、その憂さ晴らしで石を投げた時に佐久間のバイクのミラーを割ってしまい、本当のことを言えず怯えていた。悟郎のハンマーセッションにより、祐生の敵討ちのリーダーとなって、楓たちに戦法を伝授したり、自ら佐久間に立ち向かう中で生まれ変わり、自分がミラーを割ったことをクラスメートに謝罪し、ぎくしゃくしていた祐生との関係も元通りになった。
藤井 圭介（ふじい けいすけ）
演 - 佐野和真
正義感の強い真っすぐな性格。祐生・巧海と沖縄旅行に行く約束をしていたが、理恵に騙されている巧海を心配するも、旅費を渡してしまう。怪我でサッカー部を退部した時、玲奈に励まされて以来、想いを寄せている。父親の転勤でアメリカに行くことになるが、ずっと気がかりだった玲奈に付きまとっていたストーカーを勉強合宿の夜にクラスメートと捕まえた。そして悟郎のハンマーセッションで想いを伝える大切さを知り、キャンプファイヤーで玲奈に告白し振られるが、思い残すことはなくなった。
- 浅倉 結衣（あさくら ゆい） - 紗綾
- 安藤 岬（あんどう みさき） - 増元裕子
- 長谷川 千夏（はせがわ ちなつ） - 藤本泉
- 井上 百花（いのうえ ももか） - 立石晴香
- 川原 詩織（かわはら しおり） - 中山絵梨奈
- 藤本 杏奈（ふじもと あんな） - 疋田英美
- 石田 優希（いしだ ゆうき） - 勝目真央
- 山崎 優（やまざき ゆう） - 山口優
- 湯舟 晃平（ゆふね こうへい） - 湯沢晃平
- 真島 亮一（ましま りょういち） - 真島亮
- 坂口 亮太（さかぐち りょうた） - 坂木亮太
- 橋田 わかな（はしだ わかな） - 橋本わかな
- 高橋 奏美（たかはし かなみ） - 奏美
- 岡田 翼（おかだ つばさ） - 翼
- 山本 美緒（やまもと みお） - 山田美緒
- 武田 めい（たけだ めい） - 武居明生

#### 警視庁・広域特別捜査課
立花 功一（たちばな こういち）
演 - 堀部圭亮
警視庁・広域特別捜査課の刑事で楓の父親。娘と同じく正義感が強く音羽4号を執拗に追っている。楓の携帯電話から届いたメール（送信したのは悟郎）で音羽4号が光学園にいることを知り、生徒たちの前で逮捕するが、楓たちの訴えを聞いて、そこにいるのは追っていた詐欺師としての音羽4号ではなく教師としての蜂須賀悟郎であることを知り、逮捕する理由がないと立ち去る。
政界入りした元警察官僚の政治献金として、上層部が裏金作りをしていた事実を隠すために音羽4号の逮捕を公表せず、捜索を打ち切りにした事実を掴むが、奥村から小樽への転勤を命じられる。
佐伯（さえき）
演 - 白井圭太（第6・7・9・最終話）
警視庁・広域特別捜査課の刑事で功一の部下。
奥村（おくむら）
演 - 沼崎悠（第1・10・最終話）
警視庁・広域特別捜査課の刑事で功一の上司。
 ?
演 - 中平良夫（最終話）
警察の上層部。裏金作りの事実を掴んだ功一よりも先に、音羽4号の身柄を確保するよう、奥村に極秘捜査を命じる。

#### その他
ロク（本物の蜂須賀悟郎）
演 - 村上健志（フルーツポンチ）
栃木県宇都宮市出身。東京大学卒業の新任教師。両親も東京大学卒業。悟郎が教師になりすますきっかけを作った人物であり、教育実習の体験から生徒たちに恐怖を覚え、着任前夜に放火しようとするも、悟郎たちに取り押さえられる。その後、悟郎の黒子的な役目をしている。
ハッキングが得意で、「宇都宮のファルコン」という二つ名を持つ。
悟郎たちと接する中で、モンスターに見えて恐怖心を抱いていた生徒たちを人間と見えてきて、人とかかわることも悪くないと思えるようになり、もう一度教師を目指す決意をする。
今村 昌平/麻布10号（いまむら しょうへい/あざぶ10ごう）
演 - 六平直政
悟郎とともに護送車から脱走し、事務員として勤務している。

#### ゲスト

##### 第1話
警察官
演 - 中村靖日
音羽4号、麻布10号が乗っていた車に同乗。音羽4号の話に騙される。
司馬 弘之
演 - 甲本雅裕
祐生の父親。前職をクビになり、家電店に再就職。

##### 第2話
店長
演 - デビット伊東
商品を万引きしようとした真潮とそれを止めようとした楓を事務所に連れていき、警察に通報しない代わりに、商品を隠していないか確認するために服を脱ぐよう二人に告げる。

##### 第3話
黒沢 静子
演 - 荻野目慶子
正宗の母親。モンスターペアレント。眼鏡をかけており、着物・足袋・草履という格好である。
河嵜 美嘉
演 - 日南響子
正宗の彼女。実家は商店街で食料品店を営む。

##### 第4話
高田 慎也
演 - 鈴木一真
大手レストランチェーン社長。携帯電話を拾ったことから繭と交際を始めるが、別れを告げられ、ホテルで一緒に撮った写真をバラまくと脅す。繭以外にも複数の愛人がいる。
高田 綾乃
演 - 濱田万葉
高田の妻。
早川
演 - 萬雅之
涼子の恋人。結婚を前提に交際を申し込むが、別れを告げられる。

##### 第5話
咲山 百合子
演 - 手塚理美
エリカの母親。心臓が弱く、子供を生めない体だったが、どうしても子供が欲しかったため、16年前にエリカを養子にし、実業家として働きながら、女手一つで育ててきた。
くるみ
演 - 立花胡桃
エリカが働くキャバクラのNo.1キャバクラ嬢。

##### 第6話
野島 清子
演 - 大森暁美
健太の祖母。自宅で書道教室を開いている。体が悪く、医者から無理をしないよう止められている。昔からいじめられっ子気質だった健太を案じる一方、亡くなった夫（健太の祖父）との約束で、家を売却し、老人ホームに入居しようとしている。
購買部員
演 - Rio
光学園の購買部員。

##### 第7話
関谷 徹
演 - 沢村一樹
オニリス芸能スクール学長。超一流の詐欺師で、かつてはスカウト詐欺で大金を騙し取っていた。身寄りのなかった悟郎を引き取り、詐欺の使いっぱしりをさせていた。好きな花はグロキシニア。
テツ
演 - 川野直輝
ダンスチーム「GALEN」の元メンバーで、オニリス芸能スクールの講師。関谷からダンサーとしての再スタートを支援するという約束を持ちかけられていたが、オーディションが詐欺のための出来レースだと知って問い詰めても、加担せざるを得なかった。
ケンジ
演 - 天野浩成（第8話にも出演）
元「GALEN」のリーダー。2年前に解散した後も第一線で活躍している。テツの知り合いと称した悟郎に呼ばれてオーディション会場に現れ、出来レースだと暴く。涼子たちの願いを受け、素質のある人材を自ら育てる約束をし、オーディション参加者たちの夢を守った。その後、音羽4号を追う功一から事情を聞かれた。
中里 美帆
演 - 足立梨花
中学時代からの洋平の彼女。ダンス仲間で、共にプロを目指している。ダンスの練習をしていた公園にTシャツを忘れた洋平の代わりに自転車で取りに行く途中、飛び出してきた少年をよけようとして転倒した際、頚椎を痛めてしまい、現在はリハビリに励んでいる。
亜矢
演 - 長谷部優
オニリス芸能スクールの学長秘書で、徹の愛人。

##### 第8話
白石 理恵
演 - 片瀬那奈
スポーツジムで働く巧海の年上の彼女。巧海以外に3人の男性と同時に交際し、過去にも男たちにかなりの金額を貢がせていた。ブランド好き、ホスト好きの浪費家でサラ金から800万円の借金をしている。実年齢も30歳だが、2歳サバを読んで28歳と称していた。
武田 和夫
演 - 並木史朗
理恵の婚約者。スポーツジムを経営する実業家。

##### 第9話
甲斐 卓
演 - 矢島健一
保・智樹の父親で甲斐総合病院の病院長。
甲斐 美津子
演 - 降矢由美子
保・智樹の母親。
甲斐 智樹
演 - 井之脇海
保の弟で、秀明館高校の生徒。
佐久間
演 - 藤井祐伍
極東高校の生徒。バイクのミラーを割った光学園の生徒を探し出し、仕返しするために仲間たちと光学園に乗り込む。

##### 第10話
木村
演 - 佐藤二朗
玲奈の近所に住む刑事を名乗っていたが、実は玲奈のストーカーでニセ刑事。玲奈に頼まれて勉強合宿の警備をしていたが、正体が知られ、圭介たちに捕らえられる。
坂本 綾香
演 - 鍋本帆乃香
洋平の妹。洋平が塾に出かけて留守中に、音羽4号を追う功一から事情を聞かれた。

##### 最終話
坂本 聡子
演 - 辻しのぶ（声のみ）
洋平の母親。

### スタッフ
- 脚本 - 高橋麻紀、金沢達也
- 音楽 - 横山克、Audio Highs
- 演出 - 麻生学、中前勇児、木村ひさし
- 主題歌 - SPYAIR「LIAR」[12][13]（ソニー・ミュージックアソシエイテッドレコーズ）
- プロデューサー - 佐藤毅、佐藤善宏
- 製作 - 東宝、TBS[注釈 12]

### 放送日程
| 各話                                                          | 放送日        | サブタイトル                                                       | 脚本     | 演出       | 原作収録巻       | 視聴率 |
| ------------------------------------------------------------- | ------------- | ------------------------------------------------------------------ | -------- | ---------- | ---------------- | ------ |
| 第1話                                                         | 2010年7月10日 | 天才サギ師が高校教師に!? イケメン問題児を叩き直す! 一人目はお前だ! | 高橋麻紀 | 麻生学     | 3、4巻           | 8.6%   |
| 第2話                                                         | 2010年7月17日 | 極悪教師が万引き指南!? 小悪魔少女に隠された裏の顔!!                | 高橋麻紀 | 麻生学     | 1、2巻           | 7.2%   |
| 第3話                                                         | 2010年7月24日 | モンスターペアレント対決!! 子どもは親を選べるんだ!!                | 金沢達也 | 中前勇児   | 7、8巻           | 6.7%   |
| 第4話                                                         | 2010年7月31日 | 学校裏サイトの恐怖!? 見えないネットいじめに反撃開始                | 高橋麻紀 | 中前勇児   | ドラマオリジナル | 7.3%   |
| 第5話                                                         | 2010年8月07日 | 高校生がキャバクラ嬢!? 母と娘に隠された衝撃の秘密!!                | 金沢達也 | 麻生学     | 5、6巻           | 7.3%   |
| 第6話                                                         | 2010年8月14日 | もうパシリなんかじゃない!! プライドをかけた大勝負!!                | 高橋麻紀 | 中前勇児   | 2、3巻           | 6.0%   |
| 第7話                                                         | 2010年8月21日 | 空前絶後のサギ頂上決戦!! 宿命の天敵、兄弟サギ師出現                | 高橋麻紀 | 木村ひさし | 4巻              | 7.0%   |
| 第8話                                                         | 2010年8月28日 | 詐欺師の正体遂にバレる!? 魔性美女との純愛の真実と嘘                | 高橋麻紀 | 麻生学     | ドラマオリジナル | 5.4%   |
| 第9話                                                         | 2010年9月04日 | ついに詐欺師の正体が暴かれる!! 衝撃の最終章始まる!!                | 金沢達也 | 木村ひさし | 6巻              | 6.8%   |
| 第10話                                                        | 2010年9月11日 | 最終章前編!! 別れのキャンプファイヤーで真実の告白!!                | 高橋麻紀 | 中前勇児   | 8、9巻           | 7.4%   |
| 最終話                                                        | 2010年9月18日 | さよなら蜂須賀先生!! 前代未聞の授業で涙のお別れ!!                  | 高橋麻紀 | 麻生学     | 11巻             | 6.8%   |
| 平均視聴率 7.0%（視聴率はビデオリサーチ調べ、関東地区・世帯） |               |                                                                    |          |            |                  |        |

### 備考
- 第10話と最終話は、最終章の前後編。
- 前枠（2010年春季）『タンブリング』から引き続き、コカコーラボトラーズの爽健美茶が冠協賛となっており（提供クレジットは『爽食』名義で、白透かし絨毯風のカラー表示）、この番組だけのインフォマーシャルの『爽食卓』が継続されている。ナレーターは第1話から第5話までは宮坂絵美里、第6話からは逢沢りなが務め、番組のどこかで「ハンマーセッション!をご覧頂いている途中ですが…爽食卓の時間です」と振る。第5話では、宮坂自らが顔出し出演した。
- 新田真汐役の高山侑子と、川原詩織役の中山絵梨奈は2012年から2013年にかけて放送された『仮面ライダーウィザード』でも共演している。

### DVD
- 「ハンマーセッション!」DVD-BOX（2011年1月28日発売、メディアファクトリー）[14]

| TBS 土曜20時枠連続ドラマ               | TBS 土曜20時枠連続ドラマ                      | TBS 土曜20時枠連続ドラマ                                                            |
| 前番組                                 | 番組名                                        | 次番組                                                                              |
| -------------------------------------- | --------------------------------------------- | ----------------------------------------------------------------------------------- |
| タンブリング （2010.4.17 - 2010.6.26） | ハンマーセッション! （2010.7.10 - 2010.9.18） | 廃枠                                                                                |
| TBS系 土曜20時台                       |                                               |                                                                                     |
| タンブリング                           | ハンマーセッション! 【ここまでドラマ枠】      | 単発特番& 世界女子バレー中継 ↓ 奇跡ゲッター ブットバース!! 【ここからバラエティ枠】 |